# Un mondo fantastico
Un mondo fantastico è un film del 2022 diretto da Michele Rovini. Il film è stato presentato in anteprima al RIFF 2022, dove è stato premiato come miglior film italiano.

## Trama
Igor è un musicista, un uomo onesto ma sfortunato, tornato in Italia dopo essere stato costretto a lasciare la sua carriera a Berlino, e che oggi fa il supplente precario, col miraggio di una stabilità a cui lui stesso crede poco. Graziano è un commerciante estroverso ma pieno di debiti, approfittatore e anche un po' bugiardo. Pure Graziano ama la musica e per uscire da una esistenza fatta di espedienti e piccole furberie vorrebbe aprire un locale e occuparsi di arte.
Due uomini molto diversi ma anche molto simili, senza particolari speranze, senza particolare fiducia nell'avvenire, incanutiti dai colpi dell'esistenza ma con una certa disincantata ironia e la necessità, più che la voglia, di credere in un cambiamento. Le loro vite si incrociano, ed è l'occasione per entrambi per provare insieme a realizzare quel sogno, oppure solo per costruire un'amicizia.

## Produzione
Il film è stato prodotto da Itaca Film. L'opera è stata co-finanziata con i fondi dell'Unione Europea e della Regione Liguria.

## Distribuzione
Il film è distribuito da 39FILMS. È stato presentato in anteprima al Rome Independent Film Festival, e poi al XII Asti International Film festival e al Sorrento Film Festival.
Il film è stato presentato in concorso ai David di Donatello 2024.

## Accoglienza
Il film è stato premiato come miglior lungometraggio italiano al RIFF 2022, con la motivazione: un vero esempio di cinema indipendente, quello fatto davvero senza tecnicismi. Il perfetto esempio dove la storia, comunque sia raccontata, è sempre interessante. I due attori protagonisti sono stati inoltre premiati come migliori attori al XII Asti International Film festival.
Secondo il critico Alan Smithee, si tratta di un piccolo film sorretto da due interpreti straordinari, Rovini dirige una commedia triste, ma anche brillante, scritta con estro e senso del ritmo, [...] che sa entrare nei cuori e guadagnarsi anche solo un piccolo spazio nella memoria degli spettatori.

## Premi e riconoscimenti
- 2022 - Rome Independent Film Festival[1]
  - Miglior lungometraggio italiano

- 2022 - XII Asti International Film festival[6]
  - Miglior attore a Andrea Bruschi e Diego Ribon